# Mangareva

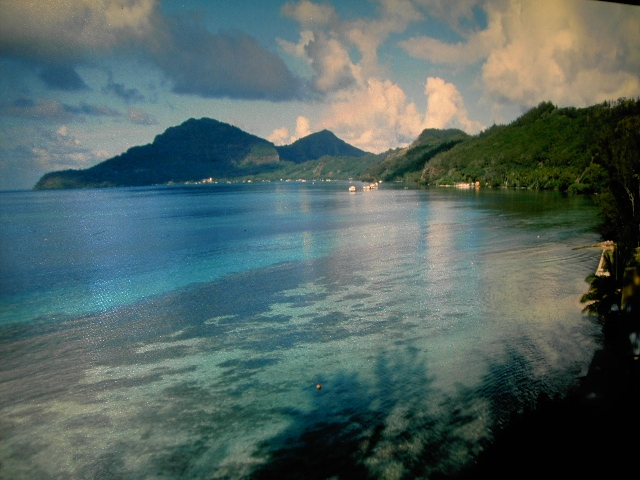
Vista de Mangareva

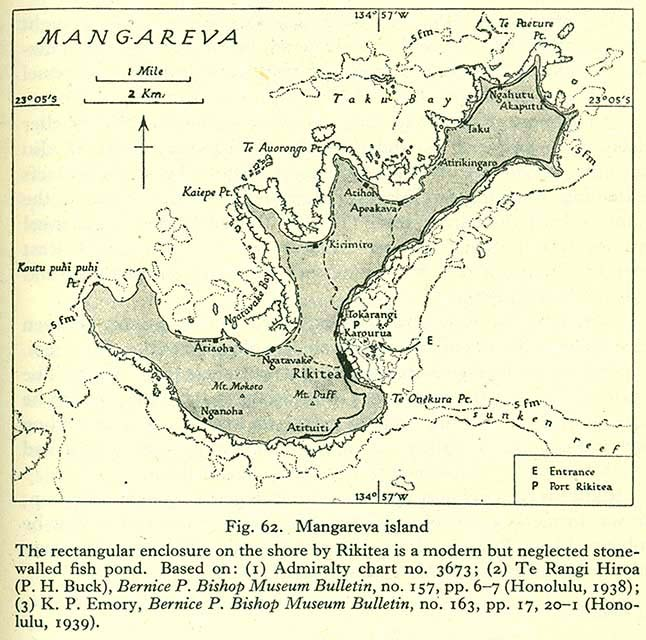
Mapa de Mangareva

Mangareva és l'illa principal de l'arxipèlag de les Gambier, a la Polinèsia Francesa, situat a 1.400 km al sud-est de Tahití. El nom Mangareva significa «muntanya flotant».

## Geografia
Mangareva és l'illa més gran de les Gambier, amb una superfície total de 14 km², un 56% del total de l'arxipèlag. També té el punt més alt del grup al Mont Duff de 441 m, que duu el nom del vaixell de Wilson, i a la vora hi ha el Mont Mokoto de 423 m. L'illa està encerclada per una barrera d'esculls de 64 km de circumferència. A la vora de la llacuna i al peu del Mont Duff hi ha la vila principal, Rikitea. La vegetació és abundant de flors, arbustos i fruits.
La població total, al cens del 2002, era de 1.097 habitants. La principal activitat econòmica és el cultiu de perles, amb l'apreciada perla negra. El dialecte polinesi que es parla està emparentat amb els dialectes de les illes Australs i de les illes Cook meridionals.
L'aeroport es troba a l'illot Totegegie, a 45 minuts en barca.

## Història
Mangareva té nombrosos vestigis arqueològics dels segles XII a XV. Prop de Rikitea es troben la residència reial (Marau Tagaroa), la dels caps religiosos (Te Hau o te Vehi), la casa comunal (Are Apere), el temple principal o marae (Te Kehika), i fins a cinc maraes més.
Contràriament a altres illes, on els polinesis van introduir porcs, gossos i gallines, a Mangareva la població seguia un règim vegetarià i de peix. La intensa activitat comercial amb altres illes acabà provocant la desforestació.
Va ser descoberta, el 1797, per l'anglès James Wilson que l'anomenà Peard. Era el primer viatge de la London Missionery Society. El 1834 va ser el lloc escollit per la Congregació del Sagrat Cor com a base per establir la primera missió catòlica a la Polinèsia. Els pares Laval i Caret van deixar un patrimoni arquitectònic monumental:
- Catedral de Sant Miquel, de 48 m de llarg, 9 m d'alt, i capacitat per 2.000 persones.
- Església de Sant Josep, de 21 m.
- Capella de Sant Miquel, al cementiri de Rikitea.
- Capella de Santa Anna.
- Capella de Sant Pere, amb la tomba del rei batejat Gregori.
- Convent de Santa Àgata.
- Cases rectorals, convents, camins de processó, arc de triomf al palau reial, forns de pa, presó...

Vegeu l'apartat corresponent a les illes Gambier.